# 候鳥e人
《候鳥e人》是一部2004年的臺灣電視劇，2004年3月31日在華視首播。由鄧安寧執導，譚俊彥、應采兒、關穎、楊丞琳、陳建州、品冠、張國柱、蕭艾、高捷主演。劇情描述一群熱愛候鳥的青年男女，因為參與黑面琵鷺的保育工作而共譜戀曲的過程。

## 製作
《候鳥e人》由香港演員譚俊彥、應采兒主演，但全程在台灣拍攝，因此語言是拍攝過程中的大問題，除此之外，候鳥也是拍攝中的不可控因素，再加上2003年末至2004年初東亞有禽流感疫情，拍攝過程中也格外注意不要接觸鳥糞。2004年2月20日，劇組舉行媒體見面會，3月31日首播。